# 库克群岛议会
库克群岛议会（英語：Parliament of the Cook Islands）是新西兰自由联系国库克群岛的立法机关。库克群岛议会实行一院制，由24名议员组成，以簡單多數票選出，其中10名来自拉罗汤加岛、3來自阿伊圖塔基島、其余11名议员来自其他外岛。每届议会任期4年。现任议会议长是Niki Rattle。
议会的主要职能是立法。议案经过议会三读通過及國王代表御准即成为法律。多数议案由政府提出，但议员个人也可提议案。对议案的辩论有严格限制，在一读和三读中没有辩论。在二读过程中，议案可能被送交议会特别委员会或酋长院审阅。酋长院由代表各岛的24名酋长组成，其主要职能是就土地使用和传统习俗向议会和政府提出建议，仅发挥咨询作用。